# Habrotrocha scabropyga
Habrotrocha scabropyga is een raderdiertjessoort uit de familie Habrotrochidae. De wetenschappelijke naam van deze soort is voor het eerst geldig gepubliceerd in 1958 door Bartos.